# Bremer Karneval

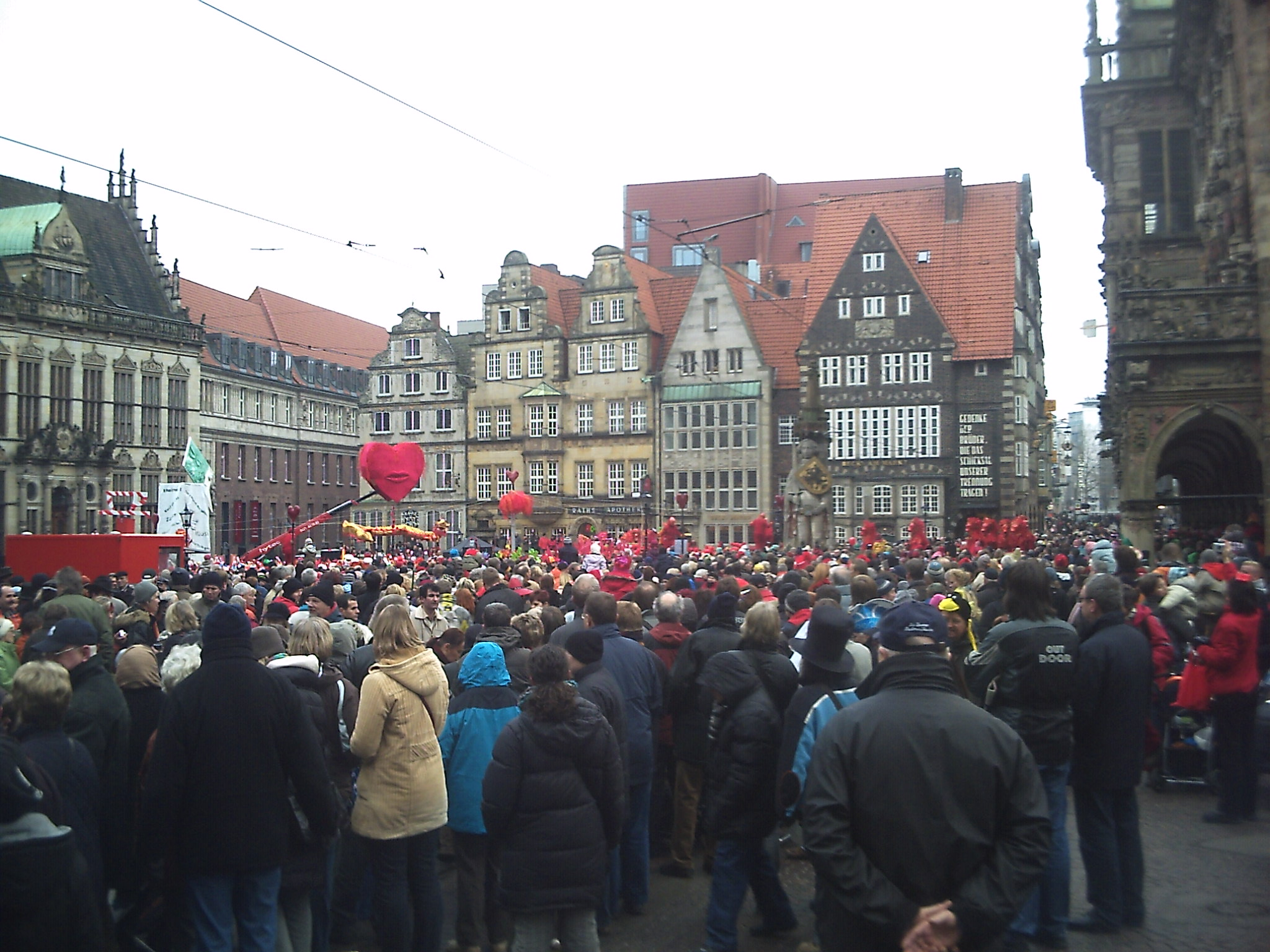
Bremer Karneval 2009. Motto: ROT, Eröffnung auf dem Marktplatz

Bremer Karneval 2008. Motto: Delikatessen

Der Bremer Karneval ist ein seit 1986 jährlich stattfindender Karnevalsumzug in Bremen mit einem anschließenden Maskenball und einer Vielzahl von Nebenveranstaltungen. Seit 1991 findet der Karneval unter jährlich wechselnden Mottos statt. Es handelt sich um einen Karneval mit dem Schwerpunkt auf Samba. Weitere „Säulen“ sind: Masken, Kostüme, Stelzen und Spektakel. Betreiberin ist die „Initiative Bremer Karneval e. V.“, Initiatorin und künstlerische Leiterin ist die Schweizer Künstlerin Janine Jaeggi. Der Bremer Karneval gilt als der größte Samba-Karneval Europas und fällt zeitlich fast mit dem Karneval in Venedig zusammen.

## Geschichte
Der erste Umzug fand am 15. Februar 1986 mit einer Sambagruppe und etwa 100 Teilnehmern im Stadtteil Ostertor in der Nähe des ehemaligen Paulsklosters statt. Begründet wurde er durch eine Samba-Gruppe Bremens im Jahre 1985. Als Grundmotiv für den Bremer Karneval diente den Initiatoren die archaische Idee der Winteraustreibung und das Spiel der aufkeimenden Frühjahrskräfte. Sinnbildlich werden diese Energien durch die lebendigen Künste wie Samba, Guggenmusik, Masken, Kostüme, Tanz, Stelzen und Spektakel symbolisiert. Die Zeit von 1986 bis 1990 war durch die Suche und Festlegung der Rahmenbedingungen geprägt. Ursprünglich war als Termin des Umzuges in deutlicher Abgrenzung gerade zum rheinischen Karneval die erste Vollmondnacht im Februar angesetzt. Da es aber trotzdem zu terminlichen Überschneidungen kommen konnte, wurde schließlich das Wochenende eine Woche vor den großen rheinischen Karnevalsumzügen gewählt. In den ersten Jahren wechselten auch die Umzugsorte, bis sich ab dem sechsten Karneval 1991 die heutige Umzugsroute vom Bremer Marktplatz über den Ostertorsteinweg herauskristallisiert hatte.
Unter einem festen und jährlich wechselnden Motto stand der Bremer Karneval erst seit 1991, als vor dem Hintergrund des Zweiten Golfkrieges diskutiert wurde, den Karneval gänzlich ausfallen zu lassen. Stattdessen wurde der Umzug unter das Motto „Aufbrodeln gegen den Krieg“ gestellt. Seit 1992 findet zudem ein Maskenball im Kulturzentrum Schlachthof statt. Die folgenden Jahre waren mit einem deutlichen Anwachsen auch der Zahl der Nebenveranstaltungen und einer zunehmenden Professionalisierung verbunden. Für viele Veranstaltungen wird Eintritt verlangt. Ebenso wird die Karnevalszeit am 11. November des Vorjahres öffentlich auf dem Bremer Marktplatz angekündigt, wobei das jeweilige Jahresmotto vorgestellt wird.

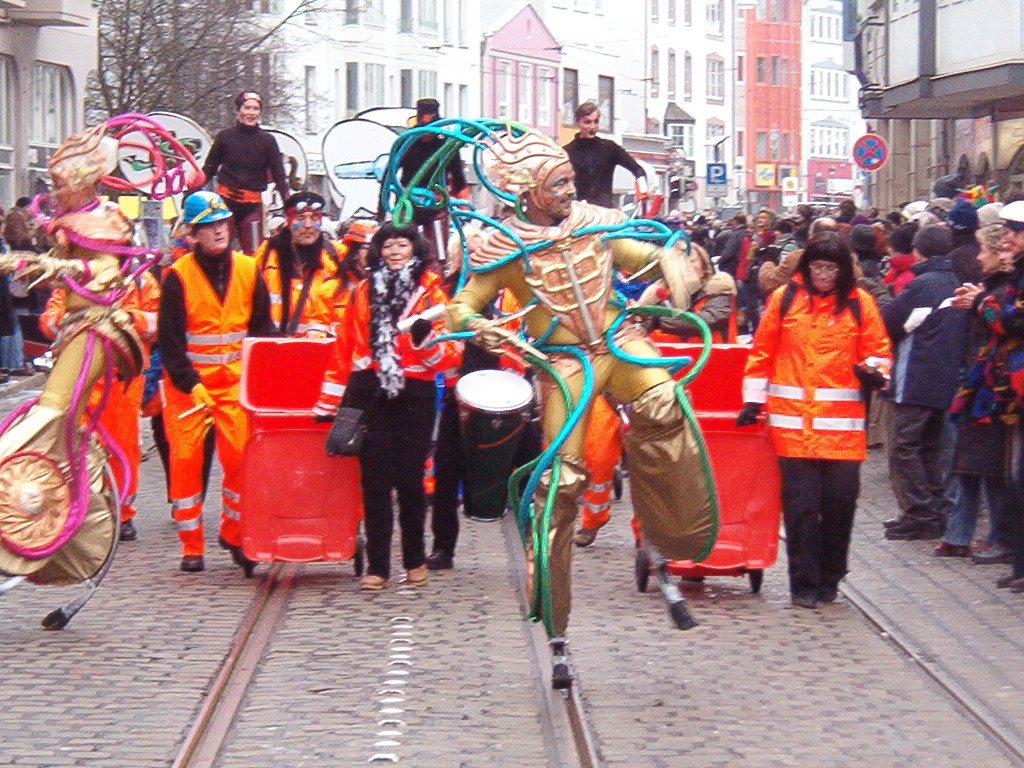
Bremer Karnevalsumzug 2007

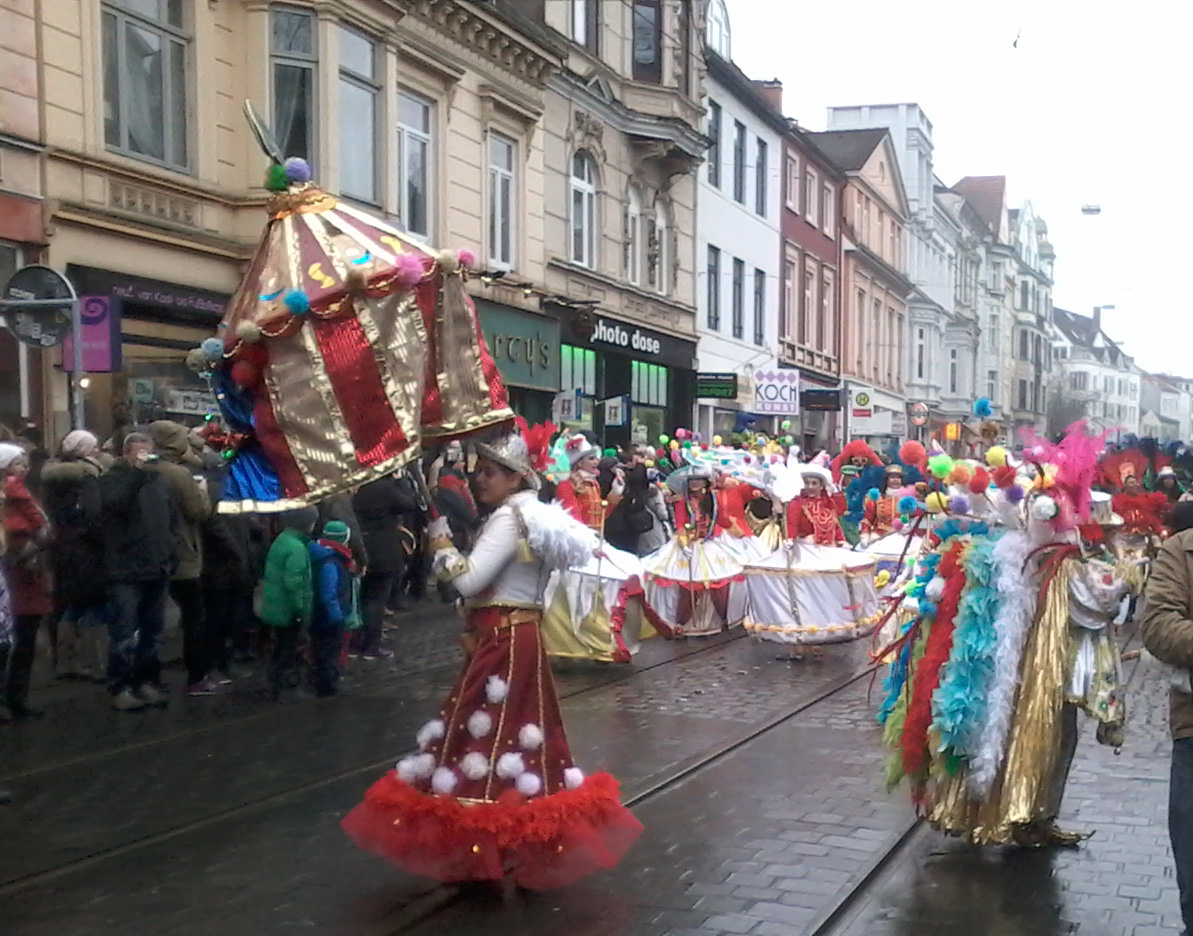
Bremer Karnevalsumzug 2015

2008 umfasste der Umzug über 150 Samba-Gruppen mit etwa 2.500 Teilnehmern und ca. 30.000 Zuschauern. Für den Umzug 2007 waren laut der Veranstalterseite 109 Gruppen gemeldet. Der Umzug geht am Ende in einem Straßenkarneval mit verschiedenen Bühnen und einem freien Spiel zwischen den Akteuren und dem Publikum über.
Die teilnehmenden Samba-Gruppen kommen aus Bremen und der näheren und weiteren Umgebung, aber auch aus dem Rheinland, Berlin, Augsburg, München oder Kiel und dem angrenzenden Ausland wie den Niederlanden, Österreich und der Schweiz.
Bei dem Umzug von 2009 waren nach Polizeischätzungen 35.000 Zuschauer anwesend, der Umzug selbst hatte 1.400 Teilnehmer. Der Umzug hatte im Gegensatz zu früheren Jahren bereits um 11:11 Uhr begonnen. Hintergrund war ein Spiel des Fußballvereins Werder Bremen am gleichen Tage.
Im Februar 2014 nahmen etwa 1.500 Personen am Samba-Umzug unter dem Motto „Heimat?“ teil. Es waren in den über hundert Gruppen auch Menschen aus Dänemark, den Niederlanden, dem Vereinigten Königreich  und der Schweiz vertreten.
Am Umzug am 6. Februar 2015 nahmen über hundert Gruppen mit 1.000 Musikern und 1.200 Samba-Tänzern, Akrobaten und Stelzenläufern teil. Nach Schätzungen der Polizei verfolgten mindestens 15.000 Menschen den Umzug auf dem Bremer Marktplatz, der Domsheide und im Viertel.
Im Februar 2025 fand der 40. und letzte Bremer Samba-Karneval statt.

### Mottos des Bremer Karnevals
- 1. Bremer Karneval (1986): Wintergeister wehen durch die Stadt
- 2. Bremer Karneval (1987)
- 3. Bremer Karneval (1988)
- 4. Bremer Karneval (1989): Ball der Unmöglichkeiten
- 5. Bremer Karneval (1990)
- 6. Bremer Karneval (1991): Aufbrodeln gegen den Krieg
- 7. Bremer Karneval (1992): Was uns zieht und treibt
- 8. Bremer Karneval (1993): Wir gehen fremd
- 9. Bremer Karneval (1994): Wir können nicht anders
- 10. Bremer Karneval (1995): Es liegt was in der Luft
- 11. Bremer Karneval (1996): Jetzt komm’se übern Deich
- 12. Bremer Karneval (1997): In Hülle und Fülle
- 13. Bremer Karneval (1998): Die Geister, die wir rufen …
- 14. Bremer Karneval (1999): Die große Odyssee
- 15. Bremer Karneval (2000): Pinselsturm – Bilderflut: surreal & expressiv !
- 16. Bremer Karneval (2001): Reise nach SambAsien
- 17. Bremer Karneval (2002): Terra magica
- 18. Bremer Karneval (2003): ALL-überALL
- 19. Bremer Karneval (2004): Anno 1404.
- 20. Bremer Karneval (2005): Carneval Animal
- 21. Bremer Karneval (2006): Weibsbilder
- 22. Bremer Karneval (2007): Karneval Industrial
- 23. Bremer Karneval (2008): Delikatessen
- 24. Bremer Karneval (2009): ROT
- 25. Bremer Karneval (2010): Land unter
- 26. Bremer Karneval (2011): Theatral
- 27. Bremer Karneval (2012): Metamorphose
- 28. Bremer Karneval (2013): FAIRkehrte Welt
- 29. Bremer Karneval (2014): Heimat
- 30. Bremer Karneval (2015): Der große Circus
- 31. Bremer Karneval (2016): Die Reise
- 32. Bremer Karneval (2017): Wunderwelten
- 33. Bremer Karneval (2018): Verschollen im Weltall
- 34. Bremer Karneval (2019): Laune der Natur
- 35. Bremer Karneval (2020): Im Rausch der Liebe
- 36. Bremer Karneval (2021): „In Licht und Schatten“
- 37. Bremer Karneval (2022): „Vom Schatten ins Licht“
- 38. Bremer Karneval (2023): „Frühlingserwachen“
- 39. Bremer Karneval (2024): „Das kleine Lichtertreiben“
- 40. Bremer Karneval (2025): „Uns blüht was“